# Endurance (cráter)
Endurance es el nombre de un colosal cráter de impacto en el planeta Marte situado a 1,9° Sur y 354,5° Este. El impacto causó un abertura de 130 metros de diámetro en la superficie del Meridiani Planum. El nombre fue aprobado en 1973 por la Unión Astronómica Internacional en honor al rompehielos Endurance, el bergantín de la Expedición Imperial Trans-Antártica.

## Opportunity
El cráter Endurance fue uno de los destinos explorados por el astromóvil todoterreno Opportunity, entrando dentro del cráter el día 134 sol (15 de junio de 2004) y saliendo el sol 135 (12 de diciembre de 2004). La exploración del cráter por Opportunity permitió estudiar el terreno de Marte en esa región del planeta. Además de la roca, Opportunity logró examinar las dunas del centro del cráter. La exploración del cráter permitió a los científicos entender las características del interior del planeta y los procesos geológicos que pudieron ocurrir en el pasado marciano.

## Agua

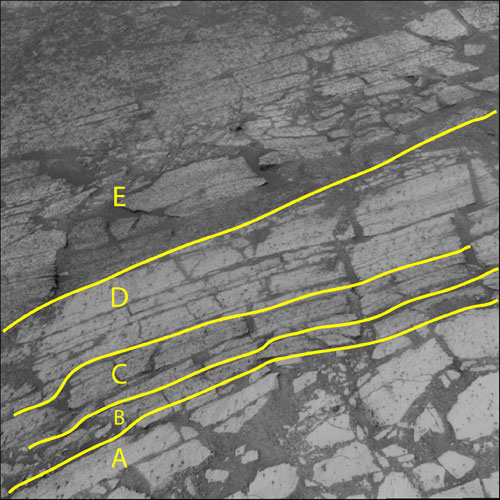
Capas en la roca de una sección del cráter Endurance llamada «Karatepe».

Opportunity pasó cerca de medio año en la exploración del cráter Endurance. Durante ese tiempo, los datos recogidos por el vehículo permitieron aclarar y ampliar en gran medida la información sobre la posibilidad de agua en el Meridiani Planum, además de confirmar de que había habido agua líquida en la planicie en el pasado. El cráter presentó a los científicos de la misión la posibilidad de analizar una sección transversal de la roca de esta parte de Marte, mostrando que el agua en su estado líquido no había fluido a través de la superficie una sola vez, es decir, no estaba presente de forma permanente, sino que tenía un carácter episódico, con inundaciones periódicamente lavando el terreno y posteriores períodos secos. La interpretación de los materiales (tales como sulfatos) en afloramientos de evaporitas del cráter conllevó a los científicos de la misión a suponer que este mar poco profundo fue probablemente algo de naturaleza ácida, pero no se puede descartar que la vida no podría haber estado presente en algún momento.